# Назофони
Назофони — це 11 пар неартикульованих звукових сполук, що виражають емоції. Назофони створюють голосовий фон. Це найдавніша частина мови, доісторичний комплекс.
В сучасних мовах назофони здатні виражати задоволення, ніжність, радість, захват, невдоволеність, нетерпіння, роздратування, злість, лють, шал, зловтіху, хизування, іронію, подив, розчарування, прикрість, схвильованість, тривогу, розгубленість, насторож, переляк, жах, серйозність, впевненість тощо.
Предметна і логічна семантика назофонів бідніша: згода–незгода, заперечення, вираження нерозуміння, питання взагалі, бажання вступу в контакт.

## Узагальнена таблиця назофонів української мови
Узагальнена таблиця назофонів української мови охоплює 20 типів назофонів. Кожний назофон може набувати інших значень при вимові у нижчому або вищому реґістрах, що загалом дає близько 60 експресивних можливостей. Назофони класифіковані за кількістю тактів (протоскладів), характером приголосного компонента, типом інтонаційного контуру.